# Unió Esportiva Vilajuïga
La Unió Esportiva Vilajuïga SAD fue un club de fútbol de España, fundado en 1919 como Unió Esportiva Figueres, con sede en Figueras, aunque en junio de 2007 esta Sociedad Anónima Deportiva fue trasladada a Castelldefels, adoptando los distintivos del Unió Esportiva Castelldefels, club de la Tercera división española fundado en 1948, convirtiéndose en Unió Esportiva Miapuesta Castelldefels. Un año después, en junio de 2008, la sociedad se trasladó nuevamente, en esta ocasión a Vilajuiga, en la provincia de Gerona. Se disolvió en agosto de 2009.

## Historia
La Unió Esportiva Figueres se fundó en 1919 en Figueras (Provincia de Gerona); en 1992 se convirtió en Sociedad Anónima Deportiva (S.A.D.) y el verano de 2006 fue adquirida por Enric Flix, propietario de la empresa de apuestas deportivas Miapuesta.com. Un año después, alegando la falta de apoyo social que tenía el club en Figueres, Flix, decidió trasladar el club a la localidad de Castelldefels (Provincia de Barcelona) tras llegar a un acuerdo de colaboración con el Ayuntamiento de esa ciudad y la Unió Esportiva Castelldefels, un histórico club local fundado en 1948. Con este acuerdo, la Unió Esportiva Miapuesta Figueres SAD cambiaba su denominación por Unió Esportiva Miapuesta Castelldefels SAD, adoptando los colores -azul y amarillo- y signos de identificación de la UE Castelldefels. 
El 28 de junio de 2007, en una polémica junta de accionistas, Flix hizo valer su paquete mayoritario de acciones para aprobar el traslado de la sede a Castelldefels y el cambio de denominación del club. De este modo, la histórica UE Castelldefels, de Tercera División pasó a ser su filial, aunque ambas continuaron siendo sociedades legalmente distintas. 
Sin embargo, una parte de los accionistas de la UE Figueres emprendió acciones judiciales para que se declarase la nulidad de la Junta en la que se tomaron estas decisiones. El 17 de julio el Juzgado de lo Mercantil de Gerona anuló cautelarmente los acuerdos tomados en la junta impugnada, inhabilitó al presidente Enric Flix y nombró a Nitus Santos, exjugador y expresidente del club, como administrador judicial de la sociedad. Sin embargo, el 1 de agosto el mismo juzgado levantó las medidas cautelares y devolvió a Enric Flix el control del club. 
Aun así, la Real Federación Española de Fútbol se negó inicialmente a aceptar el cambio de nombre y de domicilio social del club, aunque la decisión del Tribunal Arbitral del Deporte (TAS) en el caso del Granada 74 (muy parecido al del MiApuesta Figueres) llevó finalmente a la RFEF a autorizar la participación de la Unió Esportiva Miapuesta Castelldefels en la Segunda División B.
En su primer año de vida como UE Miapuesta Castelldefels, el club dirigido por Jordi Vinyals, acabó perdiendo la categoría, tras finalizar la liga en 17.ª posición. Tras el descenso, se dio por finalizado el acuerdo de colaboración con la UE Castelldefels  y la junta de accionistas aprobó un nuevo traslado, en este caso a la pequeña localidad gerundense de Vilajuiga, a escasos kilómetros de Figueras. El 31 de julio de 2008 se celebró la asamblea de constitución del nuevo consejo directivo, designándose Leandro Romero como presidente y quedando el máximo accionista y presidente saliente, Enric Flix, fuera de la directiva. Asimismo, se acordó el cambio de denominación de la entidad, retirando el patrocinio de Miapuesta de su nombre, a pesar de conservarlo a efectos federativos.
Bajo la dirección deportiva de Joan Enric Napo Cayuela, el club formó un equipo basado en jugadores jóvenes y amateurs, procedentes de equipos regionales de la comarca del Alto Ampurdán. A pesar de su modestia, el Vilajuïga fue subcampeón autonómico de la Copa RFEF y se quedó a las puertas de mantener la categoría.
Tras consumarse el descenso a Primera Catalana, Cayuela y Romero anunciaron su marcha de la entidad.
 Semanas después, el 3 de agosto de 2009, se anunció la disolución de la sociedad, después que Enric Flix negociara infructuosamente su venta.

## Uniforme
- Uniforme titular: Camiseta azul celeste, y pantalón azul, medias azules.

## Estadio
El equipo jugaba como local en el Camp Municipal Mas Bertret de Vilajuïga, con capacidad para 1000 espectadores.